# 小鴨基保
小鴨 基保（おがも もとやす）は、平安時代末期から鎌倉時代初期にかけての武将。伯耆国の小鴨氏、小鴨基仁の9代の孫。吉田経房の日記・「吉記」によると「小鴨介」と称していた。「新編倉吉市史」では基保を伯耆国衙の在庁官人の一人と指摘している。

## 経歴
基保は在庁官人の立場を利用して伯耆国東部（東伯耆）に勢力を拡大、国衙軍の中心として国衙を支えた。平安末期には西伯耆の会見郡東部を中心に勢力を持っていた土着国司系在地領主の紀氏と国内勢力を二分するほどの力を築いていた。

### 源平合戦と基保
治承・寿永の乱の影響で起きた伯耆国内の内乱では、基保は源氏についた西伯耆の紀成盛と対立、寿永元年（1182年）には近国を巻き込む大規模な合戦を行った。「大山寺縁起」によると紀氏と小鴨氏との対立は寿永元年以前よりあったようで合戦が絶えなかったと記されている。また、「原田氏系図」には治承3年（1179年）2月に起こったツホカミ山の戦いで東郷家平が基保と野津蔵人仲吉によって討たれたと記されている。
基保は元暦元年（1184年）、平宗盛の求めで出兵するも「院の御子」と称する者を奉じた紀成盛の軍に伯耆の半分を制され平氏の滅亡と共に帰国、成盛の軍と戦った。その後建久3年（1192年）、源頼朝から御教書を下賜されその地位を保った。